# Linopteropsis sparsepunctatus
Linopteropsis sparsepunctatus là một loài bọ cánh cứng trong họ Cerambycidae.